# Tassazione volontaria
La tassazione volontaria è una teoria che afferma che la tassazione dovrebbe essere un atto esclusivamente volontario.
Secondo questa teoria, le persone dovrebbero avere la possibilità di pagare le tasse invece di essere costretti a pagarle dal loro governo.
Secondo la teoria, gli individui dovrebbero poter controllare il modo in cui i loro soldi vengono spesi.
I fautori di questo sistema appartengono principalmente ad ambienti libertari, conservatori ed oggettivisti.

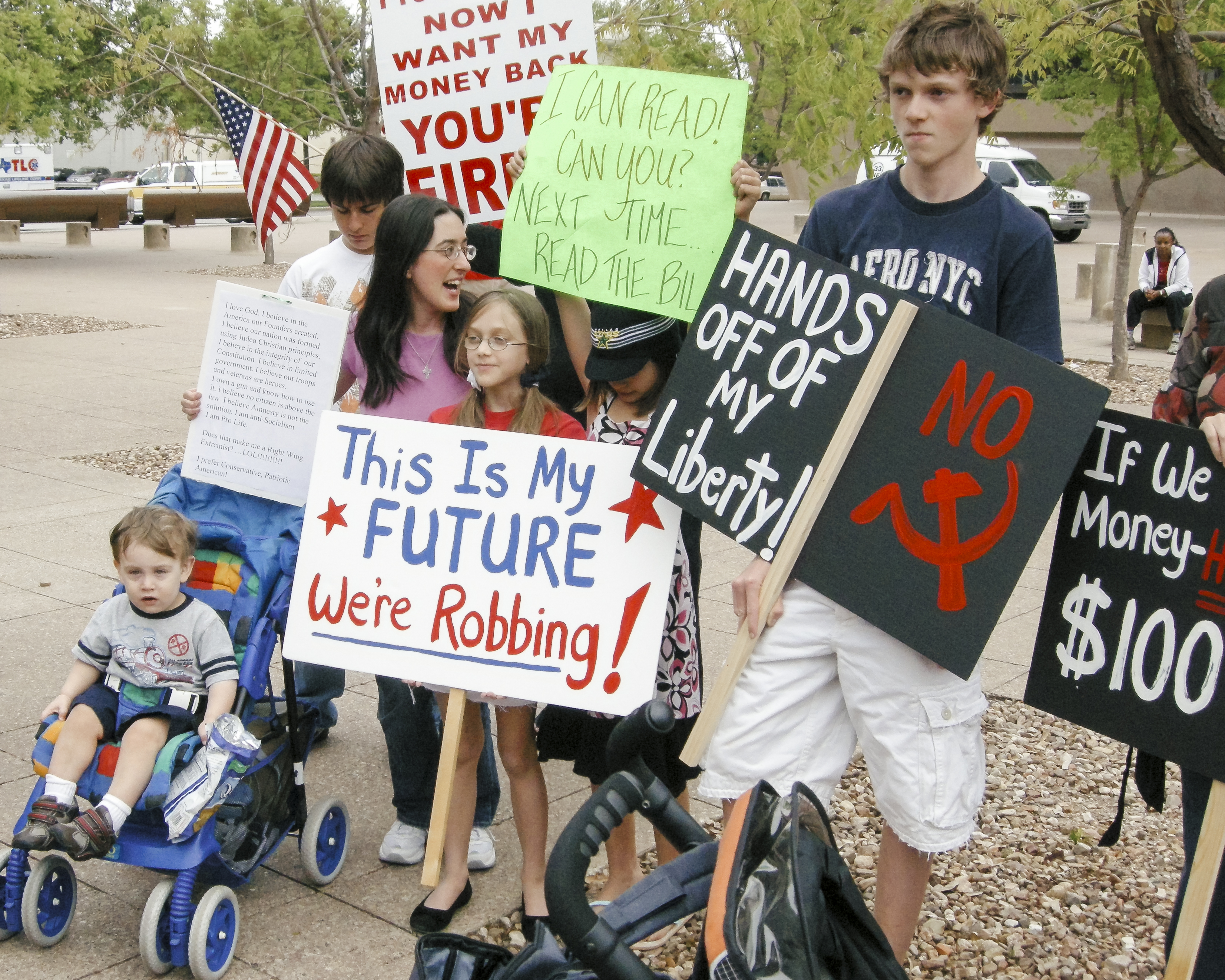
Manifestanti del Tea Party Movement a Dallas.

## Pensiero di Thomas Jefferson
Thomas Jefferson credeva fermamente in una società prettamente volontaria, scrivendo che "Nessun uomo ha il diritto naturale di commettere aggressione sugli stessi diritti di un altro, e questo è tutto ciò da cui le leggi dovrebbero trattenerlo." Durante la sua amministrazione, il presidente Jefferson abolì l’accisa sul whisky e tutte le altre imposte interne federali sui cittadini degli Stati Uniti, tenendo fede alle sue promesse elettorali.

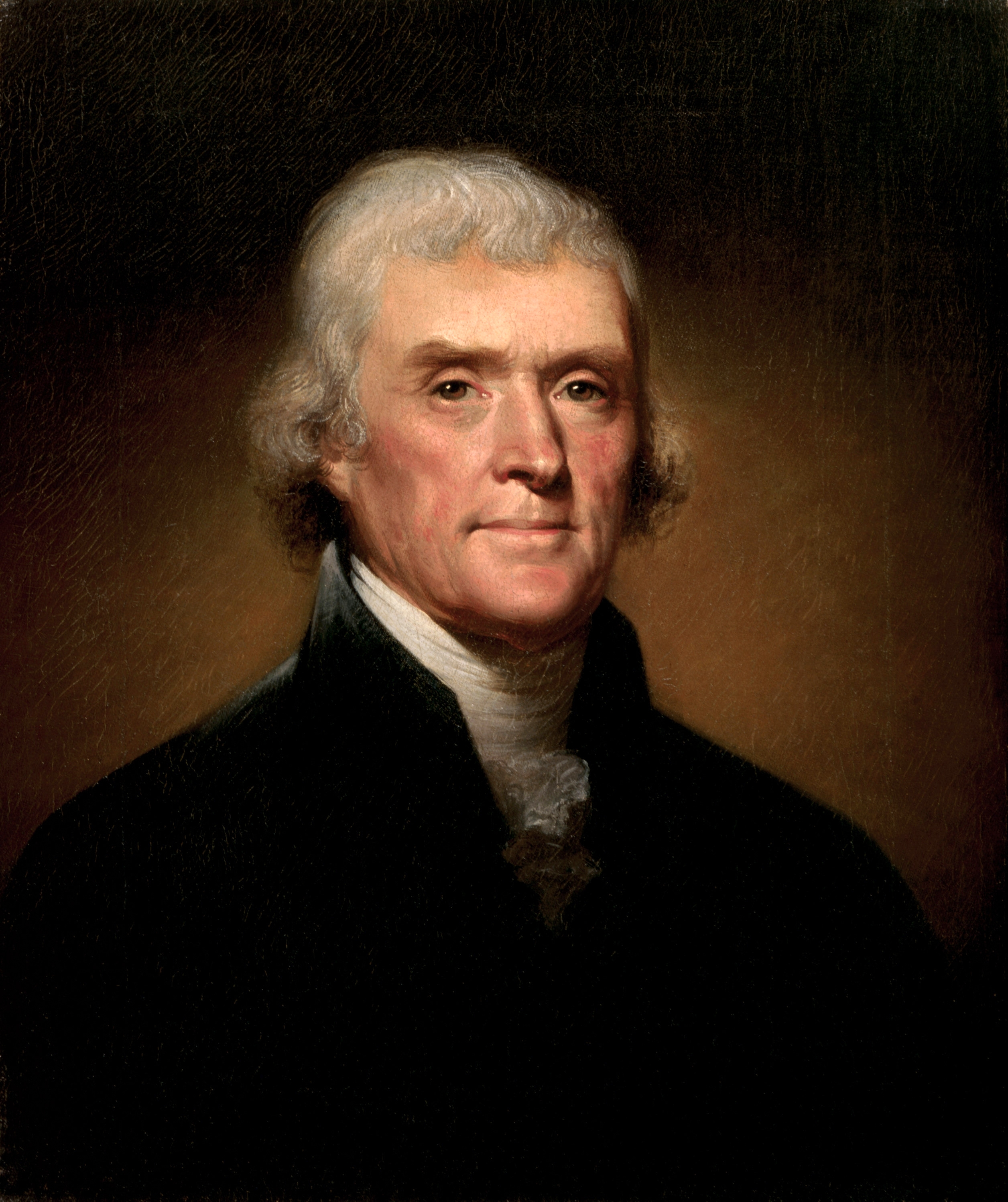
Ritratto di Thomas Jefferson, dipinto da Rembrandt Peale.

Gli Stati Uniti d'America non hanno avuto alcuna tassazione federale interna diretta per quasi 80 anni.

## Locke e Samuels
Nel Secondo Trattato sul Governo (1690), John Locke afferma che tutti i diritti provengono dal popolo, e che il popolo deve dare il proprio consenso per essere governato da rappresentanti eletti. L.K. Samuels estese l'affermazione di John Locke sotto il "paradosso dei governanti" per illustrare il motivo per cui la raccolta delle tasse poteva essere vista come volontaria.
Samuels sostiene che il "consenso dei governati" di Locke si applica solo ai diritti che le persone possiedono, che sono poi appaltabili ad un organo di governo.
Nei casi di tortura, rapimento, intercettazioni, furto, assassinio e altre tali trasgressioni, Samuels chiede: "Dove e come un governo rappresentativo acquisisce l'autorità per eseguire tali atti coercitivi, atti non consentiti per i singoli cittadini?" Secondo questa interpretazione di John Locke, Samuels sostiene che la tassazione dovrebbe essere volontaria poiché le persone non possono appaltare diritti che non hanno ad altri organi.
Locke ha sostenuto in una citazione attribuita a lui che "la gente non può delegare al governo il potere di fare qualsiasi cosa che sarebbe illegale per loro”.

## Argomentazioni a sostegno della teoria
- Garantirebbe una maggiore libertà.
- Avrebbe sia la funzione di raccogliere il denaro, che quella di consentire alla popolazione di decidere dove questo denaro deve essere speso.
- Permetterebbe ai funzionari di governo di tenere facilmente traccia dei desideri dei loro elettori e della nazione nel suo complesso.
- Permetterebbe alle persone di scegliere direttamente in cosa investire con i loro soldi. Ad esempio, i contribuenti possono decidere di finanziare l’istruzione pubblica, o pagare a tutti l’assistenza sanitaria contribuendo a quella specifica sezione, ma di non finanziare iniziative di altro genere.
- Si risparmierebbe denaro che altrimenti sarebbe stato speso per la riscossione delle imposte da parte del governo.

## Argomentazioni contrarie alla teoria
- Il governo ne risentirebbe negativamente perché non riceverebbe denaro a sufficienza.
- C'è la possibilità che pochi, o nessuno pagherebbero le tasse, risultando in una società senza ordine.
- Le persone con le maggiori disponibilità finanziarie avrebbero un'influenza maggiore sul sulla gestione della cosa pubblica rispetto a quelle più povere.
- Un sistema di questo genere favorirebbe l'avidità e farebbe ricadere l'onere di sostenere il governo su pochi generosi.
- Un sistema del genere darebbe al popolo un ruolo un'influenza eccessiva nel processo legislativo, con possibili derive demagogiche.